# نووه هامری
نووه هامری (به چکی: Nové Hamry) یک منطقهٔ مسکونی در جمهوری چک است که در ناحیه کارلووی واری واقع شده‌است. نووه هامری ۲۵٫۱۱ کیلومتر مربع مساحت و ۳۲۲ نفر جمعیت دارد و ۶۹۳ متر بالاتر از سطح دریا واقع شده‌است.